# مقاطعة تشاتهام (كارولاينا الشمالية)
مقاطعة تشاتهام (بالإنجليزية: Chatham County)‏ هي إحدى مقاطعات ولاية كارولاينا الشمالية في الولايات المتحدة الأمريكية. مركز المقاطعة أو مقعدها هي مدينة بيتسبورو. تأسست هذه المقاطعة سنة 1771.أصل هذه المقاطعة يأتي من: مقاطعة أورانج.

## أعلام
- إسحاق إدوارد إيمرسون
- أنطونيو بيتيجرو
- جون أوين